# Liste der Ehrengräber der Stadt Kassel

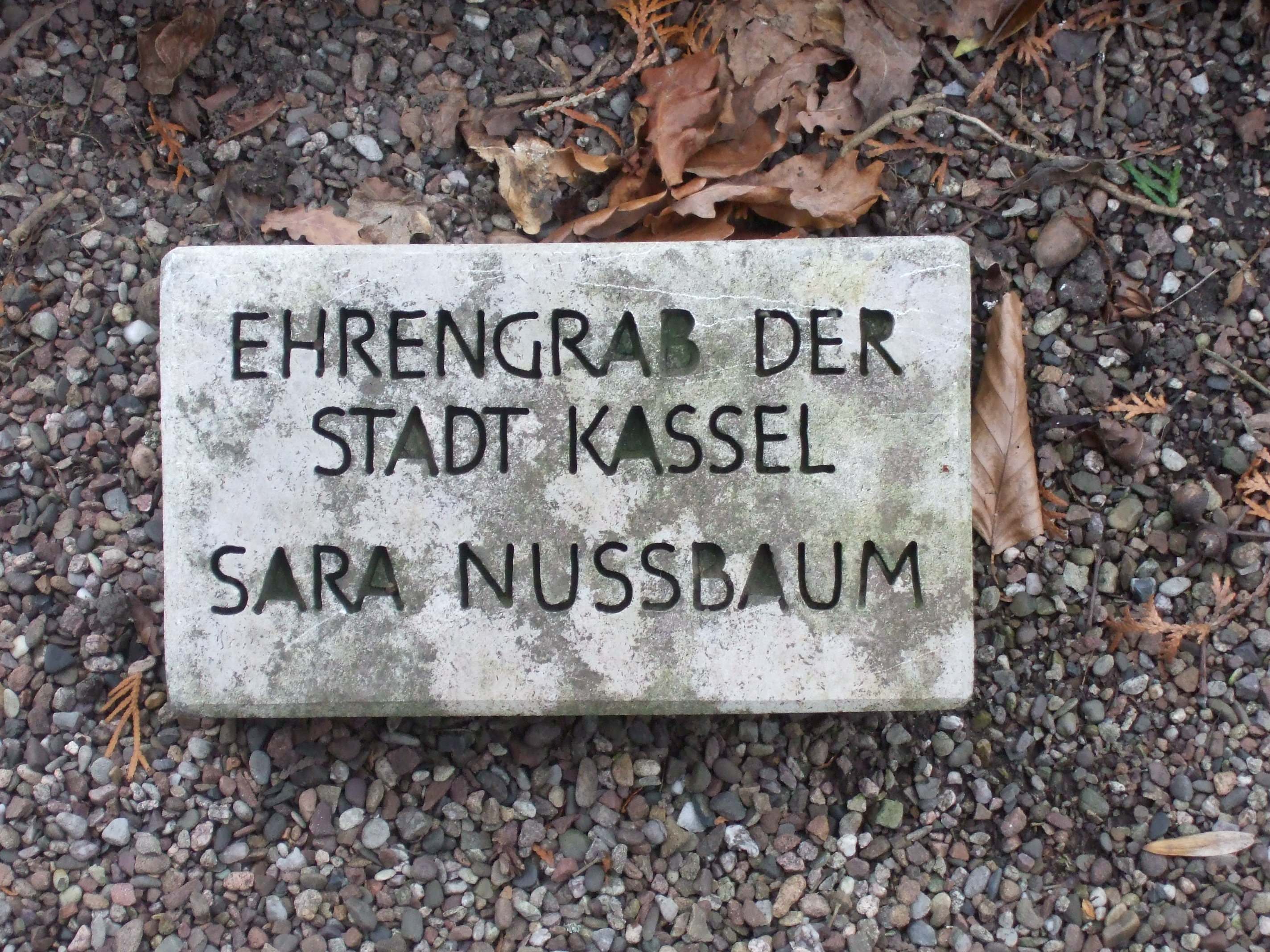
Steintafel zur Kennzeichnung von Ehrengräbern

Die Liste der Ehrengräber der Stadt Kassel enthält alle 71 Ehrengräber, die durch das Umwelt- und Gartenamt der Stadt Kassel in Zusammenarbeit mit der Friedhofsverwaltung auf Kosten der Stadt instand gehalten und gepflegt werden. Ehrengräber erhalten Verstorbene, die sich während ihres Lebens mit besonderen Verdiensten hervorgetan haben. Ein Ehrengrab wird durch eine liegende Steintafel mit dem Namen des Bestatteten und dem Schriftzug „Ehrengrab der Stadt Kassel“ gekennzeichnet.
Die 64 Ehrengräber verteilen sich auf die Friedhöfe Altstädter Friedhof (6), Hauptfriedhof (40), Harleshausen (2), Kirchditmold (1), Niederzwehren (2), Wahlershausen (4), Wehlheiden (8), den Israelitischen Friedhof in Bettenhausen (4), Friedhof Bettenhausen (1), Friedhof Wolfsanger (1), Nordfriedhof (1) und den Friedhof Bad Arolsen-Schmillinghausen (1).
Ehrengräber existieren in Kassel seit den 1920er Jahren. Eine Würdigung erfolgt nach Vorschlag der Kulturkommission und dem entsprechenden Beschluss des Magistrats der Stadt Kassel. Es werden jedoch nicht automatisch Personen mit einem Ehrengrab geehrt, denen bereits zu Lebzeiten die Ehrenbürgerschaft der Stadt verliehen wurde. Beide Auszeichnungen existieren unabhängig voneinander.
Zum 1100-jährigen Jubiläum der Stadt Kassel im Jahr 2013 wurden durch ein Projekt die Ehrengräber und die Biographien der Geehrten dokumentiert.

## Altstädter Friedhof (Lutherplatz)

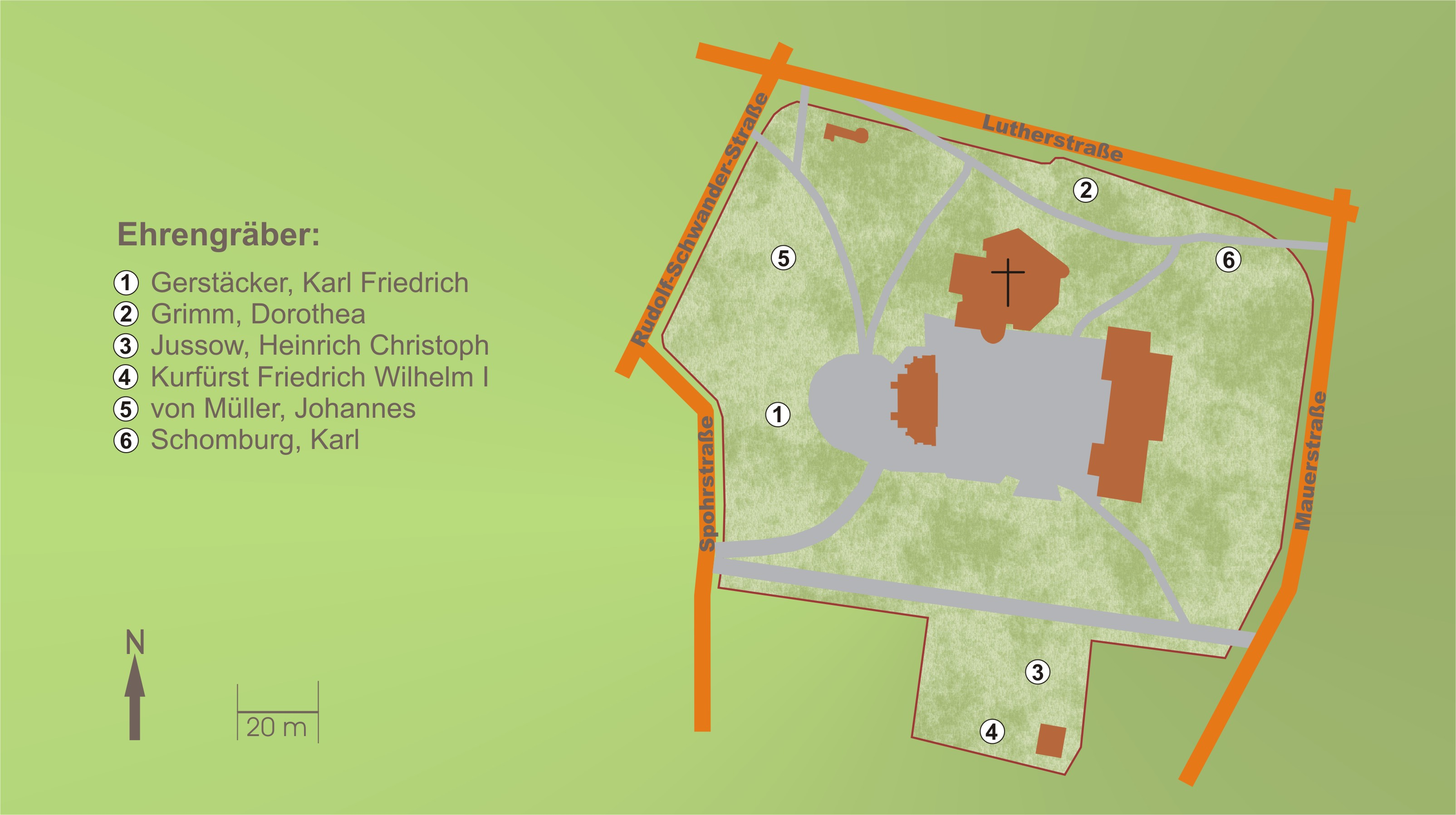
Lageplan der Ehrengräber auf dem Altstädter Friedhof

Der Altstädter Friedhof  (auf dem heutigen Lutherplatz) ist ein Friedhof in der Kasseler Innenstadt. Er wurde auf dem Gelände angelegt, auf dem später die Lutherkirche erbaut wurde. Er war bis zum Ende des Jahres 1848 der außerhalb der Stadtmauern gelegene Hauptfriedhof der Kasseler Altstadt und wurde durch den neuen Hauptfriedhof am Tannenheckerweg ersetzt. Auf dem nach der letzten Beisetzung am 30. Juni 1843 geschlossenen Friedhof stehen einige beeindruckende Grabsteine und Totendenkmäler.
| Name                      | Lebensdaten                                                                           | Bild | Leistungen des Geehrten |
| ------------------------- | ------------------------------------------------------------------------------------- | ---- | --- |
| Karl-Friedrich Gerstäcker | * 15. November 1788 in Schmiedenberg bei Wittenberg/Sachsen; † 1. Juni 1825 in Kassel |      | Seit 1821 am Kasseler Hoftheater als berühmter Tenor. Vater des bekannten Reiseschriftstellers Friedrich Gerstäcker.                                                                     |
| Dorothea Grimm            | * 20. November 1755 in Kassel; † 27. Mai 1808 in Kassel                               |      | Mutter der Brüder Grimm. |
| Friedrich Wilhelm I.      | * 20. August 1802 auf Schloss Philippsruhe bei Hanau; † 6. Januar 1875 in Prag        |      | Letzter Kurfürst von Hessen. Mitregent seines Vaters seit 30. September 1831, Kurfürst von Hessen seit 20. November 1847. Selbstständig bis 8. Oktober 1866, dann von Preußen okkupiert. |
| Heinrich Christoph Jussow | * 9. Dezember 1754 in Kassel; † 26. Juli 1825 in Kassel                               |      | Baumeister von Schloss Wilhelmshöhe, Löwenburg, Fuldabrücke und anderen Bauwerken in Kassel, die teilweise im Zweiten Weltkrieg zerstört wurden.                                         |
| Johannes von Müller       | * 3. Januar 1772 in Schaffhausen; † 11. Mai 1809 in Kassel                            |      | 1807 Kultusminister des Königreiches Westphalen. Sein Grabmal wurde von König Ludwig von Bayern gestiftet.                                                                               |
| Karl Schomburg            | * 11. Oktober 1791 in Grebenstein; † 4. Juli 1841 in Mihla/Eisenach                   |      | Bürgermeister der Stadt Kassel seit 1822. Ab 1. Januar 1835 Oberbürgermeister. Langjähriger Präsident der Kurhessischen Ständeversammlung. Seit 1835 Ehrenbürger der Stadt Kassel.       |

## Hauptfriedhof

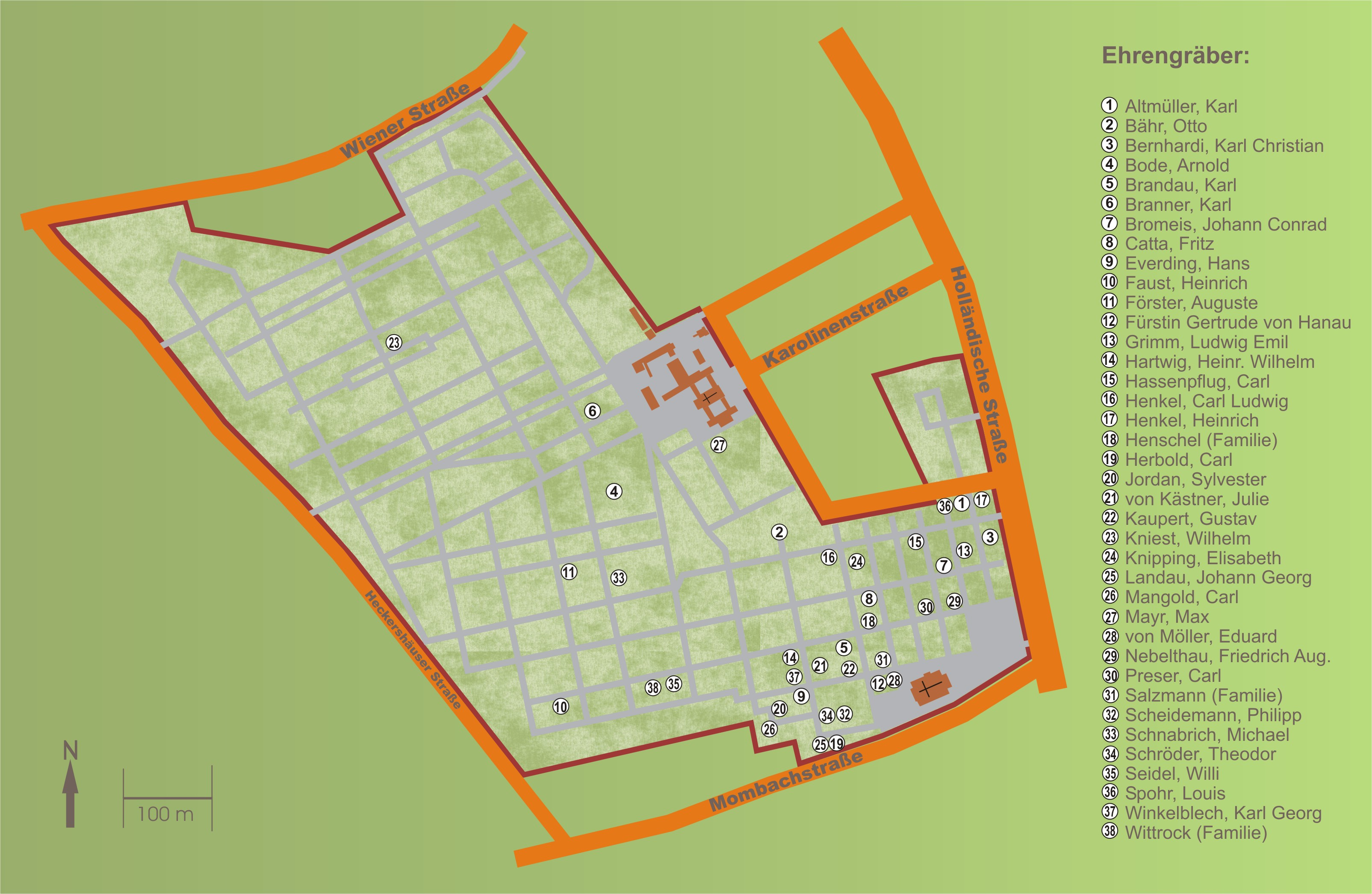
Lageplan der Ehrengräber auf dem Hauptfriedhof

Der Hauptfriedhof  ist der größte Friedhof von Kassel. Er ist 40 ha groß und befindet sich im Stadtteil Nord-Holland. Er wurde am 2. Juli 1843 vor dem Holländischen Tor und außerhalb der damaligen Stadtgrenze eröffnet und ersetzte den Altstädter Friedhof an der Lutherkirche. Zunächst wurden in einer geometrischen Form zwölf Abteilungen angelegt. Die alleeartigen Wegeachsen sind rechtwinklig angelegt. Bereits mit der Eröffnung des Friedhofs wurde das Mausoleum in Betrieb genommen. Es ist ein repräsentatives Gruftengebäude mit einer oberirdischen Wandelhalle und unterirdischen Grabkammern.
Am 22. Oktober 1953 wurde ein neuer Ehrenfriedhof mit 171 Grabkreuzen mit 3000 Namen eingeweiht. Aus der Zeit des Zweiten Weltkriegs gibt es ein Bombenopferfeld als Zeugnis der verheerenden Bombenangriffe und derer Opfer. Die alte Friedhofskapelle, die sich am heutigen Halit-Platz befand, wurde 1943 durch Bomben zerstört und  1950 abgerissen. Bereits 1926 wurde eine neue Friedhofskapelle mit Leichenhalle, Werkstätten und Verwaltungsgebäude am Ende der Karolinenstraße in Betrieb genommen. Diese Gebäude fielen ebenfalls im Zweiten Weltkrieg Bombenangriffen zum Opfer und wurden später auf den alten Grundrissen wieder aufgebaut. Im Jahr 2000 wurde auf dem Wirtschaftshof ein neues Krematorium eingeweiht und im Jahr 2005 das Verwaltungsgebäude umgebaut und saniert. Auf dem Hauptfriedhof befindet sich die größte Anzahl von Ehrengräbern.
| Abt. | Nr.           | Name                                   | Lebensdaten                                                                                           | Bild | Leistungen des Geehrten |
| ---- | ------------- | -------------------------------------- | --- | ---- | --- |
| 13   | 94            | Karl Altmüller                         | * 1. Januar 1833 in Bad Hersfeld; † 23. September 1880 in Kassel                                      |      | Bibliothekar an der Murhard-Bibliothek in Kassel. |
| 13   | 75            | Otto Bähr                              | * 2. Juni 1817 in Fulda; † 17. Februar 1895 in Kassel                                                 |      | Nationalliberales Mitglied des Deutschen Reichstages 1867–1881. Politisch wissenschaftlicher Schriftsteller: „Eine deutsche Stadt vor 60 Jahren“, „Das frühere Kurhessen“. |
| 4    | 40            | Karl Bernhardi                         | * 5. Oktober 1799 in Ottrau/Schwalm; † 1. August 1874 in Kassel                                       |      | 1819–1830 Bibliothekar der Universitätsbibliothek in Löwen, 1830 Bibliothekar der Landesbibliothek in Kassel. Liberaler Politiker; Herausgeber der ersten liberalen Zeitung in Kassel „Der Verfassungsfreund“. Mitglied der Kurhessischen Stände, des Frankfurter Parlaments, des Preußischen Abgeordnetenhauses und des Norddeutschen Reichstages.                  |
| U2   | 96            | Konrad Berndt                          | * 27. Dezember 1872 in Kassel, † 31. Dezember 1935 in Kassel                                          |      | Mundartschriftsteller („Casseläner Geschichderchen und Gedichderchen“), Postinspektor |
| 21   | 134           | Arnold Bode                            | * 23. Dezember 1900 in Kassel; † 3. Oktober 1977 in Kassel                                            |      | Kunstmaler und Gründer der Documenta im Jahr 1955. |
| 5    | 146           | Karl Brandau                           | * 12. März 1849 in Kassel; † 19. Oktober 1917 in Kassel                                               |      | Erbauer zahlreicher Tunnel, besonders des Simplontunnels. |
| 31   | 309           | Karl Branner                           | * 11. September 1910 in Kassel; † 17. Oktober 1997 in Kassel                                          |      | Seit 1952 Stadtverordneter, 1954 Dezernent für Wirtschaft und Verkehr, 1957 Bürgermeister und von 1963 bis 1975 Oberbürgermeister der Stadt Kassel. Ehrenoberbürgermeister. |
| 2    | 67            | Johann Conrad Bromeis                  | * 21. September 1788 in Kassel; † 19. Juni 1855 in Kassel                                             |      | Kurfürstlicher Oberbaudirektor. |
| 6    | 298           | Fritz Catta                            | * 11. Januar 1886 in Wiesbaden; † 17. September 1968 in Kassel                                        |      | Bauingenieur, freischaffender Architekt und zwölf Jahre Abgeordneter im Hessischen Landtag. |
| 7    | 138           | Hans Everding                          | * 17. Oktober 1876 in Gelsenkirchen; † 13. Dezember 1914 in Kassel                                    |      | Bildhauer; Mitarbeit am Denkmal vor dem Landesmuseum, sog. „Wimmeldenkmal“ (jetzt Fürstenpark/garten) 1890; Relief des Hofgartendirektors Hentze auf Siebenbergen; Denkmal des Landgrafen Philipp (Martinsplatz) 1899; Papin-Brunnen 1906; Relief in der Lenoir-Stiftung in Fürstenhagen; Henschel-Brunnen vor dem Kasseler Rathaus.                                 |
| 17   | 339           | Heinrich Faust                         | * 6. Oktober 1843 in Reinsdorf; † 4. Januar 1891 in Kassel                                            |      | Kunstmaler |
| 14   | 154           | Auguste Förster                        | * 7. Dezember 1848 in Warburg; † 3. Oktober 1926 in Braunschweig                                      |      | Gründerin des Verbandes Kasseler Frauenvereine. Namensgeberin für die die Sozialpädagogische Fachschule für Kinderpflegerinnen und Heimerzieherinnen der Stadt Kassel. |
| 4    | 16            | Ludwig Emil Grimm                      | * 14. März 1790 in Hanau; † 4. April 1863 in Kassel                                                   |      | Maler und Radierer an der Kasseler Kunstakademie und Bruder der Brüder Grimm. |
| 11   | 254           | Gertrude von Hanau und zu Hořovitz     | * 18. Mai 1803 in Bonn; † 9. Juli 1882 in Prag                                                        |      | Gemahlin des letzten Kurfürsten von Hessen, Friedrich Wilhelm I. |
| 10   | 1             | Heinrich Wilhelm Hartwig               | * 29. Dezember 1792 in Hofgeismar; † 1. März 1863 in Kassel                                           |      | Mitglied des Kurhessischen Landtages; Oberbürgermeister der Stadt Kassel. |
| 2    | 80            | Karl Hassenpflug                       | * 5. Januar 1824 in Kassel; † 18. Februar 1890 in Kassel                                              |      | Bildhauer und ab 1868 Professor an der Akademie für bildende Künste in Kassel. |
| 8    | 34            | Carl Ludwig Henkel                     | * 27. März 1815 in Lüderbach; † 28. Oktober 1853 in Kassel                                            |      | Zweiter Bürgermeister der Stadt Kassel. Während der Verfassungskämpfe 1850 auch als liberaler Politiker hervorgetreten. |
| 13   | 101           | Heinrich Henkel                        | * 9. Januar 1802 in Schmalkalden; † 26. Juni 1873 in Kassel                                           |      | Mitglied der Kurhessischen Stände und des Parlaments der Paulskirche. |
| 6    | 82–85         | Familiengrabstätte Henschel            | |      | Bedeutende Fabrikantenfamilie in Kassel. |
| 11   | 170           | Carl Herbold                           | * 19. Juni 1796 in Kassel; † 2. August 1866 in Kassel                                                 |      | Küfermeister und Likörfabrikant. |
| 7    | 38            | Sylvester Jordan                       | * 30. Dezember 1792 Omes bei Innsbruck; † 15. April 1861 in Kassel                                    |      | Ab 1821 Professor in Marburg. 1830 Abgeordneter der Universität Marburg im Kurhessischen Landtag und an der Abfassung der Kurhessischen Verfassung vom 5. Januar 1831 maßgeblich beteiligt. Nach politischer Haft von 1839 bis 1845 im März 1845 wieder im Kurhessischen Landtag. Mitglied des Heidelberger Vorparlamentes und der Nationalversammlung in Frankfurt. |
| 7    | 327           | Julie von Kästner                      | * 8. Oktober 1852 in Riga; † 14. Februar 1937 in Kassel                                               |      | Führerin der Kasseler Frauenbewegung. Leiterin eines privaten Lyzeums, aus dem später die Heinrich-Schütz-Schule hervorging. |
| 5    | 301           | Gustav Kaupert                         | * 4. April 1819 in Kassel; † 5. Dezember 1897 in Kassel                                               |      | Bildhauer |
| 44   | 27            | Wilhelm Kniest                         | * 11. April 1863 in Hamburg; † 10. August 1951 in Kassel                                              |      | Mitglied des Deutschen Reichstages 1920–1924, Mitglied des Preußischen Landtages bis 1924(?). Ehrenbürger der Stadt Kassel 15. Januar 1951. |
| 6    | 282           | Elisabeth Knipping                     | * 26. September 1869 in Rinteln; † 19. Oktober 1951 in Kassel                                         |      | Direktorin der städtischen Haushaltungs- und Gewerbeschule. 1912 Nachfolgerin der bedeutenden Schulleiterin Auguste Förster. Ehrenbürgerin der Stadt Kassel seit 15. Januar 1951. |
| 11   | 186           | Georg Landau                           | * 26. Oktober 1807 in Kassel; † 15. Februar 1865 in Kassel                                            |      | Historiker und Staatsarchivar. Erforschung der Hessischen und Kasseler Heimatgeschichte. Begründer der geschichtlichen Landeskunde. |
| 12   | 2             | Carl Mangold                           | * 28. Juni 1796 in Kassel; † 13. März 1881 in Kassel                                                  |      | Gründer des Kasseler Ärztevereins. |
| U4   | 450a          | Max Mayr                               | * 3. Januar 1896 in Kempten/Allgäu; † 14. September 1985 in Kassel                                    |      | Oberregierungsrat |
| 11   | 263           | Eduard von Möller                      | * 3. Juni 1814 in Minden; † 2. November 1880 in Kassel                                                |      | Erster preußischer Oberpräsident in Kassel von 1867 bis 1871. Dann Oberpräsident in Elsass-Lothringen von 1871 bis 1879. Das Grabmal auf dem Hauptfriedhof ist zum größten Teil zerstört. |
| 1    | 48            | Friedrich Nebelthau                    | * 22. Januar 1806 in Kassel; † 31. Juli 1875 in Kassel                                                |      | 1864–1875 Oberbürgermeister von Kassel, Mitglied der Kurhessischen Stände. Nach 1866 Mitglied des Preußischen Herrenhauses und des Reichstages. |
| 9    | 126           | Nora Platiel                           | * 14. Januar 1896 in Bochum; † 6. September 1979 in Kassel                                            |      | Politikerin, Juristin und Widerstandskämpferin gegen den Nationalsozialismus |
| 1    | 214           | Karl Preser                            | * 21. Dezember 1828 in Kassel; † 18. Dezember 1910 in Kassel                                          |      | 1862 Sekretär am Hoftheater und Redakteur der „Kasseler Zeitung“. Heimatdichter: Gedichte und Dramen zur Heimatgeschichte, politischer Schriftsteller und Sozialpolitiker. Verfasser des Hessenliedes: „Ich kenne ein Land so reich und so schön ...“. |
| 5    | 16            | Heinrich Salzmann (Familiengrabstätte) | * 3. Februar 1851 in Spangenberg; † 3. November 1915 in Kassel                                        |      | Ein für Kassel bedeutender Unternehmer. |
| 11a  | 337           | Philipp Scheidemann                    | * 26. Juli 1865 in Kassel; † 29. November 1939 in Kopenhagen                                          |      | Stadtverordneter in Kassel bis 1911, Mitglied des Reichstages ab 1903, dessen Vizepräsident 1912, Staatssekretär 1918, Reichskanzler und Preußischer Ministerpräsident 1919. Oberbürgermeister der Stadt Kassel von 1920 bis 1925. |
| 14   | 376           | Michael Schnabrich                     | * 6. August 1880 Stadtsteinach/Kreis Bayreuth; † 9. Oktober 1939 im Konzentrationslager Sachsenhausen |      | Sozialdemokratischer Reichstagsabgeordneter. |
| 11   | 2             | Theodor Schröder                       | * 8. März 1860 in Kassel; † 2. Oktober 1951 in Helmarshausen bei Karlshafen                           |      | Abgeordneter der Stadt Kassel im Preußischen Landtag 1903–1918; Ehrenbürger der Stadt Kassel dem 15. Januar 1951. |
| 15   | 1329          | Willi Seidel                           | * 1. November 1885 in Kassel; † 9. März 1976 in Kassel                                                |      | Oberbürgermeister der Stadt Kassel von 1946 bis 1954. |
| 13   | 6 (Mausoleum) | Louis Spohr                            | * 5. April 1784 in Braunschweig; † 22. Oktober 1859 in Kassel                                         |      | 1822 bis 1859 Hofkapellmeister in Kassel. Bekannter Komponist. |
| 10   | 18            | Karl Georg Winkelblech                 | * 15. April 1810 in Ensheim bei Mainz; † 10. Januar 1865 in Kassel                                    |      | Lehrer der Chemie an der Polytechnischen Schule in Kassel bis 1865 und Mitglied der Kurhessischen Stände 1848. Nationalökonom, Pseudonym: Karl Marlo. |
| 15   | 1253          | Familiengrabstätte Wittrock            | |      | Verdienste für die Demokratie und Weiterentwicklung der Stadt Kassel |

## Jüdischer Friedhof

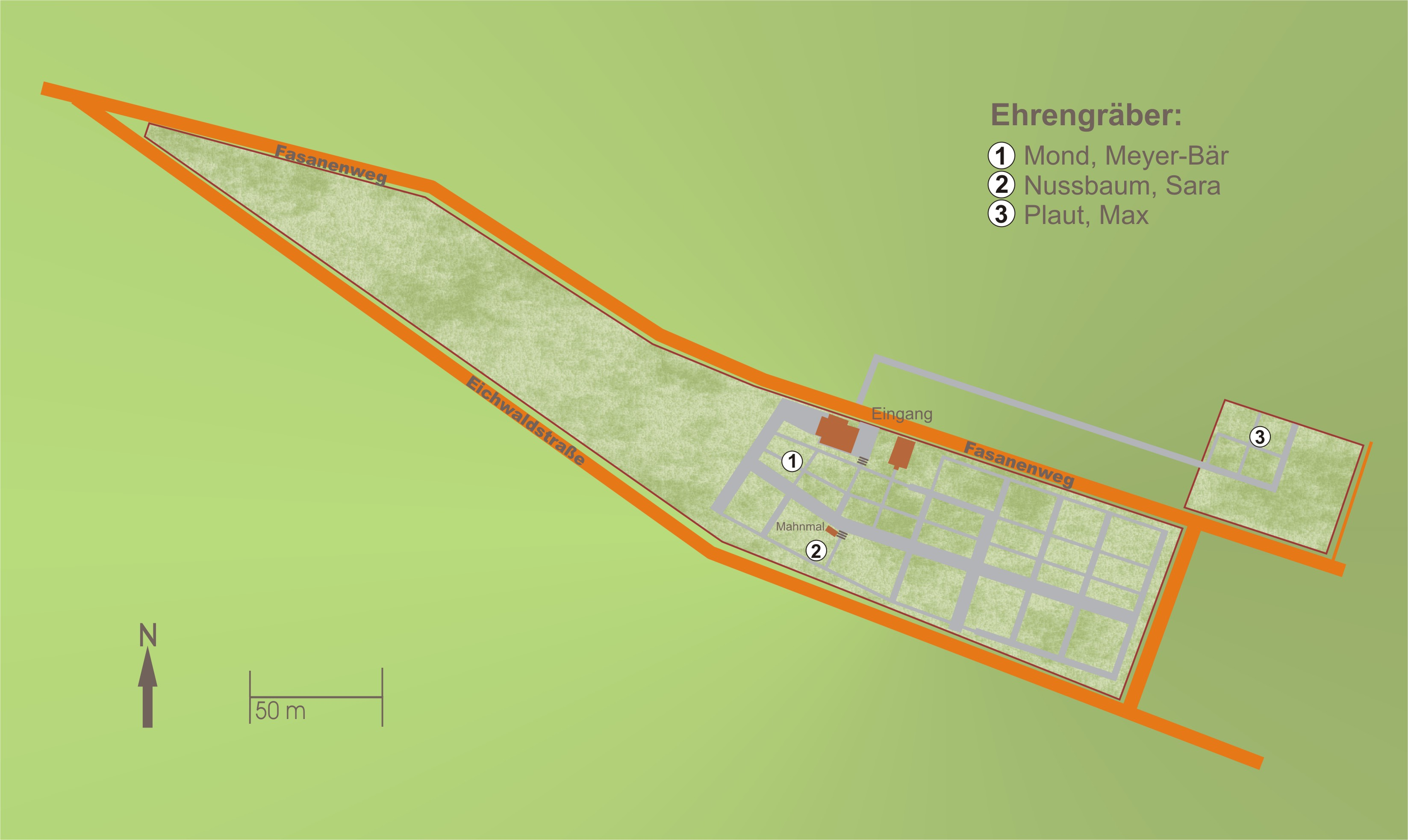
Lageplan der Ehrengräber auf dem Israelischen Friedhof

Der Jüdische Friedhof in Bettenhausen ist einer von mehreren  jüdischen Begräbnisstätten. Es gibt derzeit zwei noch existierende und gepflegte jüdische Friedhöfe der jüdischen Gemeinden in Kassel, die sich im Stadtteil Bettenhausen befinden. Der alte jüdische Friedhof  wird durch die Friedhofsverwaltung der Stadt Kassel instand gehalten. Der Neue Jüdische Friedhof  ist bis heute eine Grablegestätte und wird über Gebühren finanziert.

### Alter Jüdischer Friedhof (Israelitischer Friedhof)
| Abt. | Nr.   | Name             | Lebensdaten                                                                       | Bild | Leistungen des Geehrten |
| ---- | ----- | ---------------- | --------------------------------------------------------------------------------- | ---- | --- |
| 20   | 37-38 | Felix Blumenfeld | * 2. Mai 1873 in Gießen; † 25. Januar 1942 in Kassel                              |      | Kinderarzt, Gründer und erster Chefarzt des späteren Kinderkrankenhaus Park Schönfeld. |
| 6    | 53    | Meyer-Bär Mond   | * 11. November 1811 in Ziegenhain; † 16. Dezember 1891 in Kassel                  |      | Vater von Ludwig Mond, Wohltäter der Stadt Kassel, große Stiftungen zu wohltätigen Zwecken. |
| 10   | 64/65 | Sara Nussbaum    | * 29. November 1868 in Merzhausen/Kreis Ziegenhain; † 13. Dezember 1956 in Kassel |      | Ehefrau von Rudolf Nussbaum und jahrzehntelang in der öffentlichen Wohlfahrt und als Gemeindeschwester im jüdischen Altenheim und Waisenhaus tätig. Überlebende des Konzentrationslagers Theresienstadt und dort freiwillig im Typhuslager tätig. |

### Neuer Jüdischer Friedhof
| Abt. | Nr. | Name      | Lebensdaten                                         | Bild | |
| ---- | --- | --------- | --------------------------------------------------- | ---- | --- |
| 1    | 1   | Max Plaut | * 1. Juni 1888 in Kassel; † 31. März 1933 in Kassel |      | Max Plaut war ein Rechtsanwalt und Notar und gilt mit seinem Tod nach Mißhandlungen im NS-Lokal „Bürgersäle“ als erstes Todesopfer der NS-Diktatur in Kassel. |

## Friedhof Bettenhausen
Der Friedhof Bettenhausen  wurde 1883 gegenüber dem Jüdischen Friedhof eingerichtet. Im Jahr 1962 wurde die neue Friedhofskapelle mit 96 Sitzplätzen eröffnet.
| Abt. | Nr. | Name              | Lebensdaten | Bild | Leistungen des Geehrten |
| ---- | --- | ----------------- | ----------- | ---- | --- |
| 3a   | 3   | Heinrich Brencher | 1862–1938   |      | In Leitender Funktion in der Firma Salzmann & Comp. aktiv an der Expansion des Unternehmens und an der von Salzmann angestoßenen Wohn- und Siedlungspolitik beteiligt, Erster Vorsitzende des Bettenhäuser Bürgerverein. |

## Friedhof Harleshausen

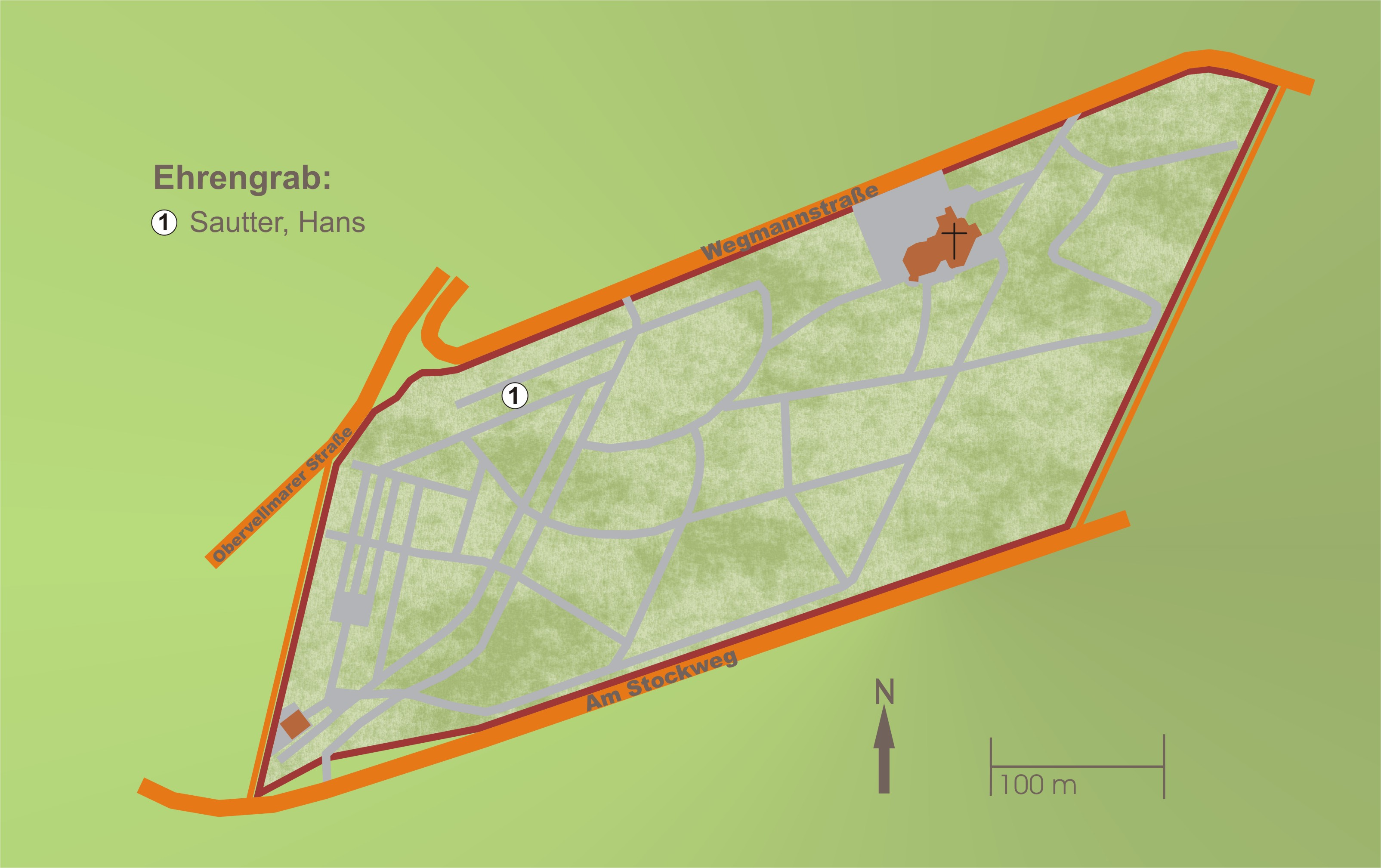
Lageplan der Ehrengräber auf dem Friedhof Harleshausen

Der Friedhof Harleshausen 
wurde 1911 eingeweiht. Die Alte Friedhofskapelle stammt aus dieser Zeit und wurde in den 2000er Jahren durch einen gemeinnützigen Verein aufwendig restauriert. Die neue Friedhofskapelle wurde im Auftrag der Stadt Kassel von den Architekten Seidel und Kluthe 1982 in der Wegmannstraße errichtet und hat 130 Sitzplätze.
| Abt. | Nr. | Name            | Lebensdaten                                                         | Bild | Leistungen des Geehrten |
| ---- | --- | --------------- | ------------------------------------------------------------------- | ---- | --- |
| 14   | 3   | Rudolf Freidhof | * 23. September 1888 in Gerlachsheim; † 25. Dezember 1983 in Kassel |      | Politiker, Mitglied des Landtages der Republik Baden (1921–1928), Mitglied der Verfassungberatenden Landesversammlung von Hessen, Mitglied des Hessischen Landtags (1946–1949), Mitglied des Bundestags (1949–1957) und Mitglied der Stadtverordnetenversammlung und Stadtverordnetenvorsteher in Kassel (1956–1964). |
| 9    | 151 | Hans Sautter    | * 5. Mai 1877 in München; † 15. Dezember 1961 in Kassel             |      | Professor an der ehemaligen Kunstgewerbeschule und in den 1920er Jahren als Stadtrat und Stadtbaurat tätig. Hat sich um das Steinmetz- und Bildhauerhandwerk große Verdienste erworben. |

## Friedhof Kirchditmold

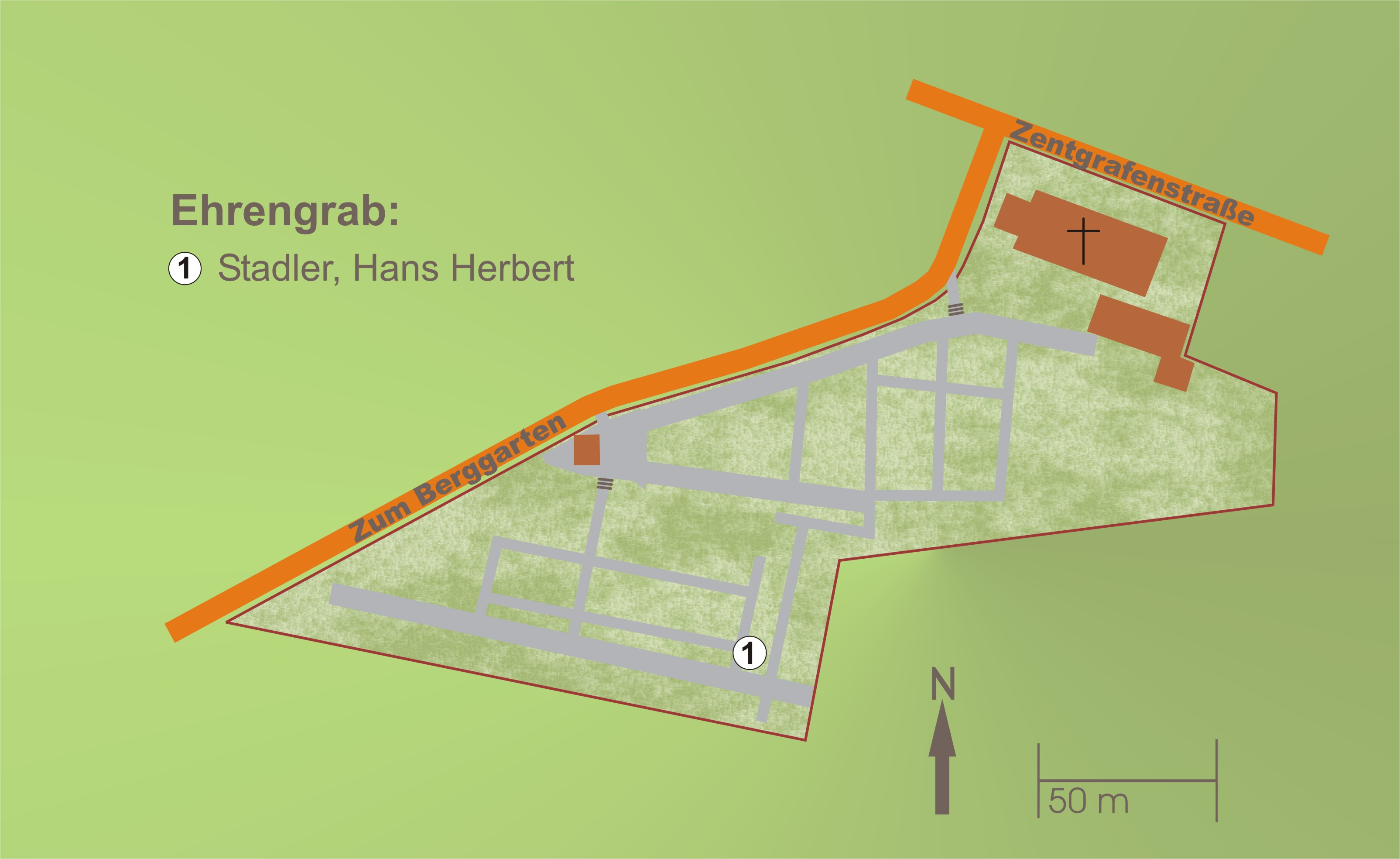
Lageplan der Ehrengräber auf dem Friedhof Kirchditmold

Der Friedhof Kirchditmold  entstand um 1860 unterhalb der Kirche Kirchditmold am Südhang eines Kalksteinrückens. Die runde, mit einem kegelförmigen Schieferdach versehene Friedhofskapelle hat eine Kapazität von 38 Sitzplätzen und steht unter Denkmalschutz.
| Abt. | Nr. | Name                 | Lebensdaten                                                         | Bild | Leistungen des Geehrten                                                                         |
| ---- | --- | -------------------- | ------------------------------------------------------------------- | ---- | ----------------------------------------------------------------------------------------------- |
| 4    | 56  | Hans Herbert Stadler | * 30. April 1880 in Mühlhausen/Elsass; † 17. Februar 1943 in Berlin |      | Ab 1923 Regierungsvizepräsident in Kassel und ab 1925 für zwölf Jahre dessen Oberbürgermeister. |

## Friedhof Niederzwehren

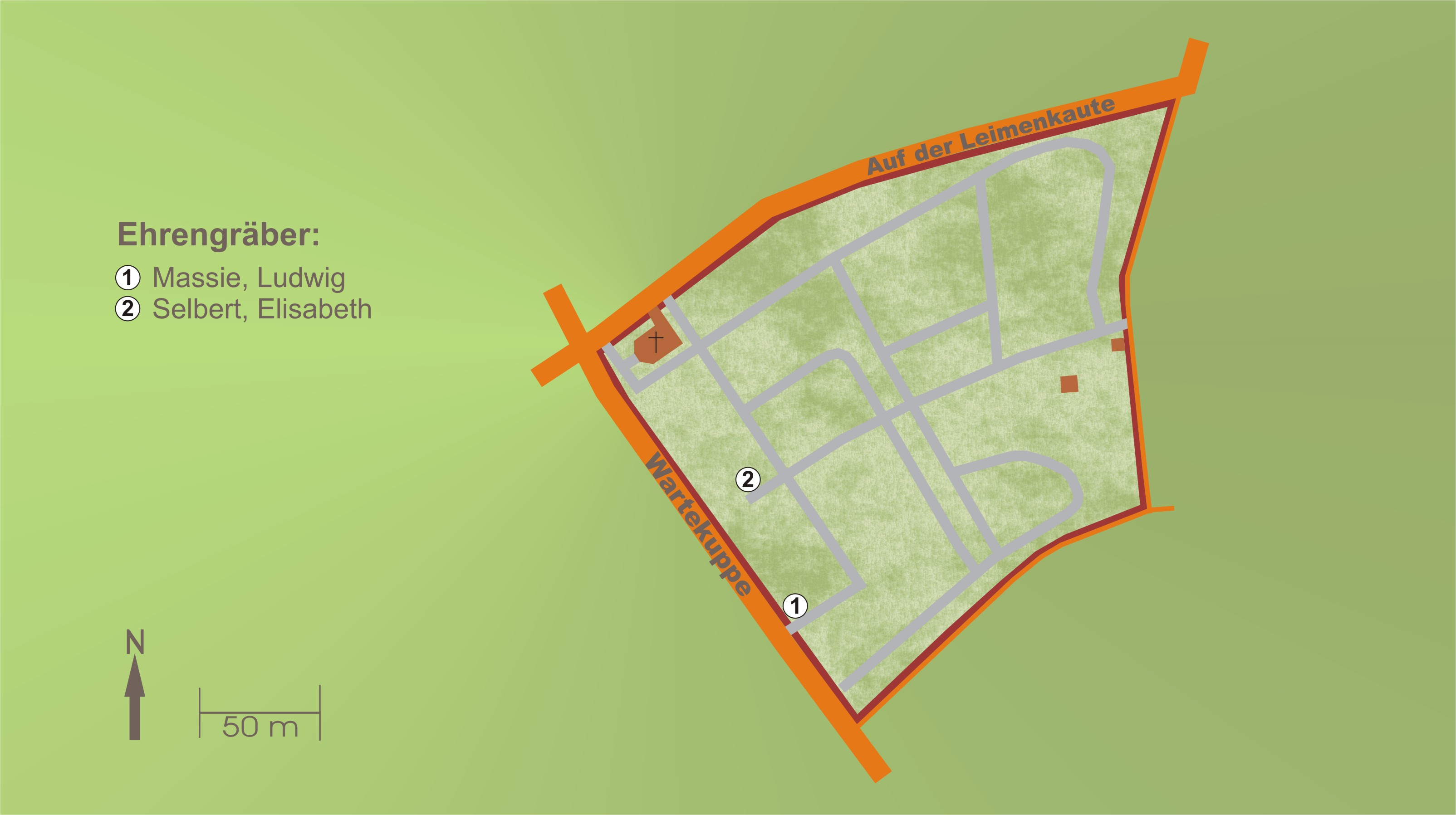
Lageplan der Ehrengräber auf dem Friedhof Niederzwehren

Der Friedhof in Niederzwehren  liegt an der Wartekuppe  und wurde im Jahr 1850 eröffnet. Die Friedhofskapelle wurde zu Beginn des 20. Jahrhunderts von der Industriellenfamilie Credé gestiftet und hat 90 Sitzplätze. Der Friedhof wurde mehrfach in nordöstlicher Richtung erweitert.
| Abt. | Nr. | Name              | Lebensdaten                                                    | Bild | Leistungen des Geehrten |
| ---- | --- | ----------------- | -------------------------------------------------------------- | ---- | --- |
| 9    | 31  | Ludwig Massie     | * 20. Februar 1862 in Mariendorf; † 16. Februar 1928 in Kassel |      | Lehrer in Niederzwehren, 1901 zum ersten Berufsbürgermeister von Niederzwehren gewählt. Blieb bis zur Eingemeindung 1936 Bürgermeister.                                                                |
| 4    | 38  | Elisabeth Selbert | * 22. September 1896 in Kassel; † 9. Juni 1986 in Kassel       |      | Rechtsanwältin und Notarin sowie Kommunal- und Landespolitikerin; Abgeordnete im Hessischen Landtag von 1946 bis 1958. Kämpferin für die Gleichberechtigung. Ehrenbürgerin der Stadt Kassel seit 1984. |

## Friedhof Wahlershausen

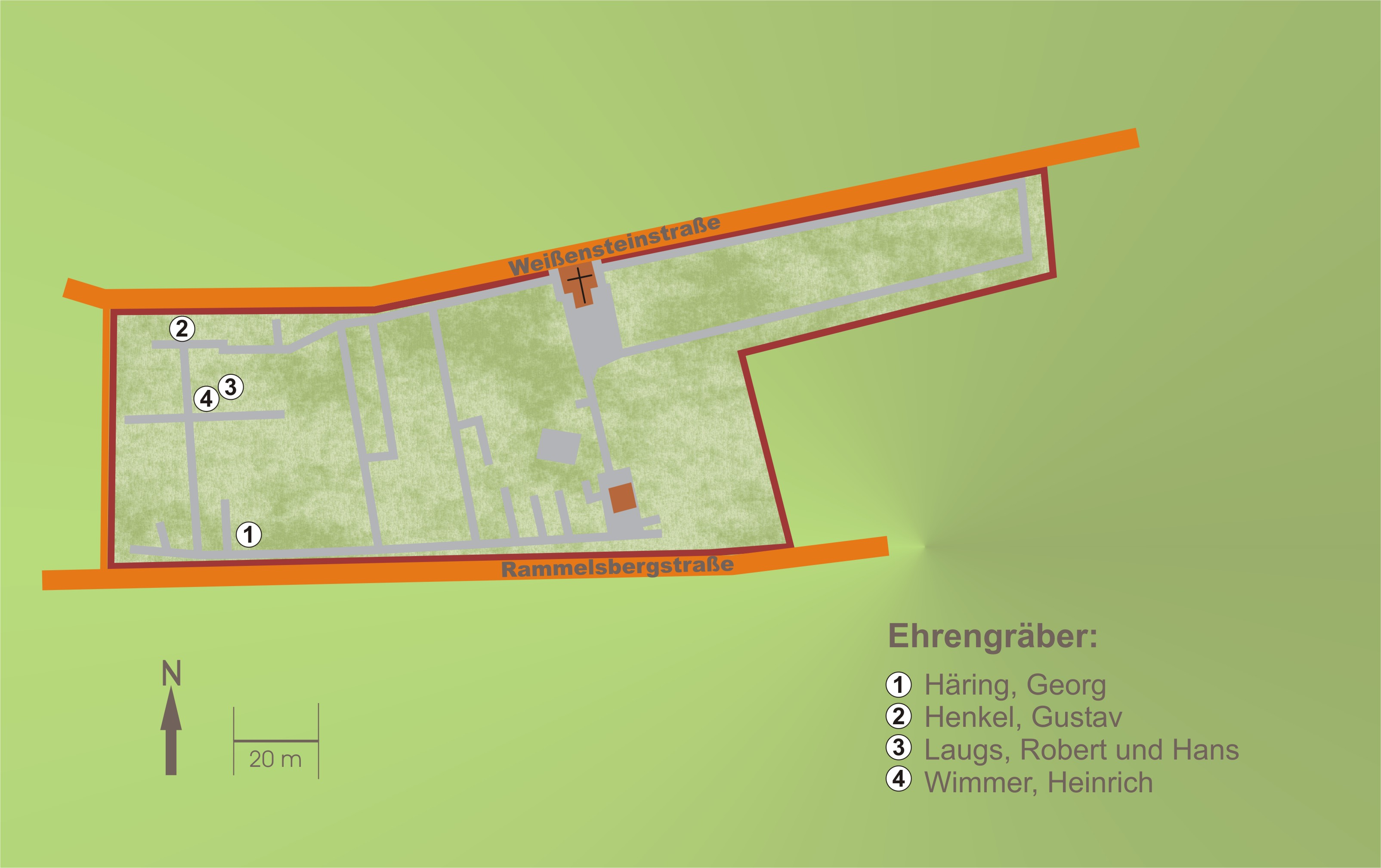
Lageplan der Ehrengräber auf dem Friedhof Wahlershausen

Der Friedhof Wahlershausen  liegt im Kasseler Stadtteil Bad Wilhelmshöhe am Südhang des Rammelsberg. Er wurde 1865 eröffnet. Fast am obersten Punkt des steilen Friedhofs liegt die Friedhofskapelle, die in den 1920er Jahren in Betrieb genommen wurde und eine Kapazität von 48 Sitzplätzen hat.
| Abt. | Nr. | Name            | Lebensdaten                                                           | Bild | Leistungen des Geehrten                                                                                        |
| ---- | --- | --------------- | --------------------------------------------------------------------- | ---- | --- |
| 3    | 81  | Georg Häring    | * 5. März 1885 in Augsburg; † 24. August 1973 in Kassel               |      | 1945 bis 1953 Hessischer Landwirtschaftsminister. 1952 bis 1953 Direktor des Landeswohlfahrtsverbandes Hessen. |
| 4    | 34  | Robert Laugs    | * 21. Februar 1875 in Saarbrücken; † 9. Januar 1942 in Kassel         |      | Staatskapellmeister und Chordirigent, Organisator großer Musikfeste.                                           |
| 4    | 2   | Heinrich Wimmer | * 12. Mai 1850 in Kassel; † 14. Januar 1922 in Kassel                 |      | 1892 bis 1906 Bürgermeister des ehemaligen Vorortes von Kassel Wahlershausen.                                  |
| 4    | 8   | Gustav Henkel   | * 22. Juni 1856 in Hemeln/Hann. Münden; † 29. Dezember 1941 in Kassel |      | Fabrikant |

## Friedhof Wehlheiden

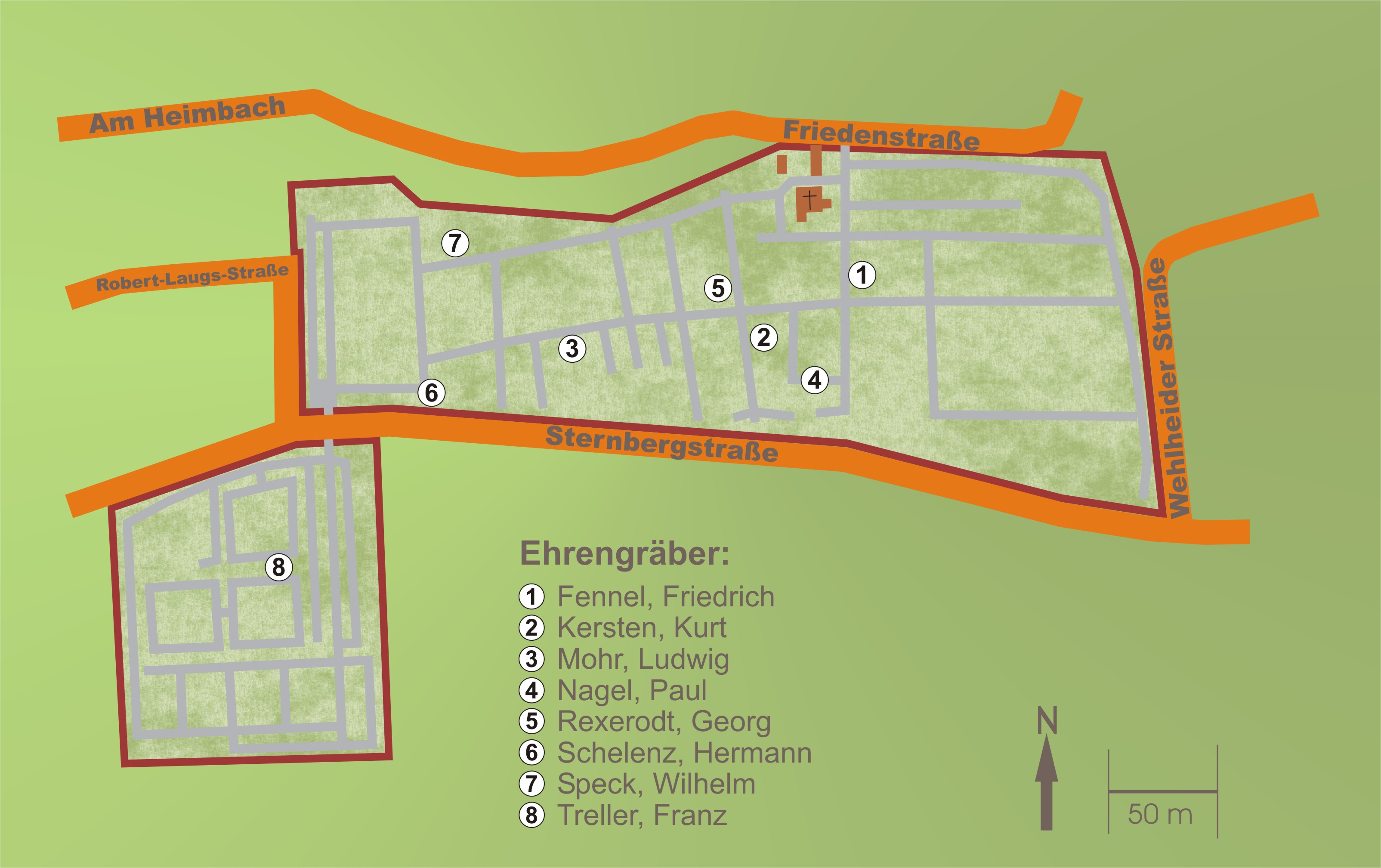
Lageplan der Ehrengräber auf dem Friedhof Wehlheiden

Der Friedhof Wehlheiden  ist der größte Kasseler Stadtteilfriedhof und nach dem Hauptfriedhof der zweitgrößte Friedhof Kassels. Durch die Sternbergstraße ist er in zwei Hälften geteilt. Der südliche Teil ist der sogenannte neue Friedhof. Er wurde 1833 in Betrieb genommen und anschließend mehrfach erweitert. Von der in Fachwerkbauweise errichteten Kapelle ist kein Eröffnungsjahr bekannt. Sie verfügt über 60 Sitzplätze. Am nördlichen Eingang befindet sich ein großer, breitgelagerter Sandstein mit der Inschrift:

„Dieser Gottesacker wurde angelegt unter dem zeitigem Greben Nicolaus Kersten und eingeweiht von den Pfarrer Gottfried Fenner am 3. April 1833“

| Abt. | Nr. | Name                | Lebensdaten                                                             | Bild | Leistungen des Geehrten |
| ---- | --- | ------------------- | ----------------------------------------------------------------------- | ---- | --- |
| 16   | 10  | Friedrich Fennel    | * 12. August 1872 in Kassel; † 15. Februar 1926 in Kassel               |      | Landschaftsmaler im impressionistischen Stil. Unter den Motiven sind oft Kassel und seine Umgebung sowie nordhessische Landschaften vorzufinden.                                                                 |
| 5    | 15  | Kurt Kersten        | * 19. April 1891 in Kassel; † 18. Mai 1962 in New York                  |      | Schriftsteller und Historiker. |
| 11   | 6   | Ludwig Mohr         | * 10. Februar 1833 in Homberg/Efze; † 13. Juli 1900 in Kassel           |      | Heimatschriftsteller |
| 5    | 28  | Paul Nagel          | 9. März 1872 in Melsungen; † 5. Juli 1951 in Kassel                     |      | 1919 bis 1933 und 1945 bis 1949 ehrenamtlicher Beigeordneter, 1949 Stadtältester. |
| 12   | 210 | Hermann Schelenz    | * 9. April 1848 in Kempen/Provinz Posen; † 28. September 1922 in Kassel |      | Apotheker und Pharmaziehistoriker. |
| 10   | 92  | Wilhelm Speck       | * 7. Juli 1861 in Orferode/Großalmerode; † 31. März 1925 in Kassel      |      | Pfarrer und Schriftsteller. |
| 2    | 88  | Franz Treller       | * 15. Oktober 1839 in Kassel; † 28. Juni 1908 in Kassel                 |      | 1884 bis 1890 erster Haupt-Schrift-Leiter der Kasseler Allgemeinen Zeitung. Heimatschriftsteller, Jugendschriftsteller, Kasseler Mundart, Schauspieler am Deutschen Theater Riga und Königlichen Theater Kassel. |
| 6    | 16  | Georg Karl Rexerodt | * 20. März 1851 in Röhrda/Eschwege; † 9. Oktober 1928 in Kassel         |      | Mitgründer der Raiffeisen-Genossenschaften. |

## Friedhof Wolfsanger
Der Friedhof Wolfsanger  wurde 1858 oberhalb des alten Ortskern angelegt. Der Friedhof besteht, aufgrund des Geländes aus zwei Terrassen. Beide Friedhofsteile sind durch eine Rampe verbunden. Der untere Teil ist der ältere, der obere der neue Teil, auf dem die aus Sandsteinbruchsteinen errichtete Friedhofskapelle steht. Sie hat eine Kapazität von 60 Sitzplätzen.
| Abt. | Nr. | Name          | Lebensdaten                                             | Bild | Leistungen des Geehrten                                                                |
| ---- | --- | ------------- | ------------------------------------------------------- | ---- | -------------------------------------------------------------------------------------- |
| 1    | 14  | Holger Börner | * 7. Februar 1931 in Kassel; † 2. August 2006 in Kassel |      | Politiker, Parlamentarischer Staatssekretär, Hessischer Ministerpräsident (1976–1987). |

## Nordfriedhof
Der Nordfriedhof  liegt am Rand des Stadtgebiets von Kassel zur Gemeinde Fuldatal hin. Da Ende der 1970er Jahre die Kapazität des Hauptfriedhofs zu erschöpfen drohte, wurde der Nordfriedhof angelegt. Im Sommer 1984 wurden er und die Friedhofskapelle mit 100 Sitzplätzen eingeweiht. Im Jahr 2004 wurde der Friedhof nach Norden hin erweitert.
| Abt. | Nr.  | Name           | Lebensdaten                                             | Bild | Leistungen des Geehrten                                                                                |
| ---- | ---- | -------------- | ------------------------------------------------------- | ---- | --- |
| U4   | 169d | Hans Krollmann | * 7. November 1929 in Werdau; † 15. März 2016 in Kassel |      | Politiker, verschiedene Ministerämter in Hessen (1974–1987) und stellv. Ministerpräsident (1982–1987). |

## Friedhof Bad Arolsen-Schmillinghausen

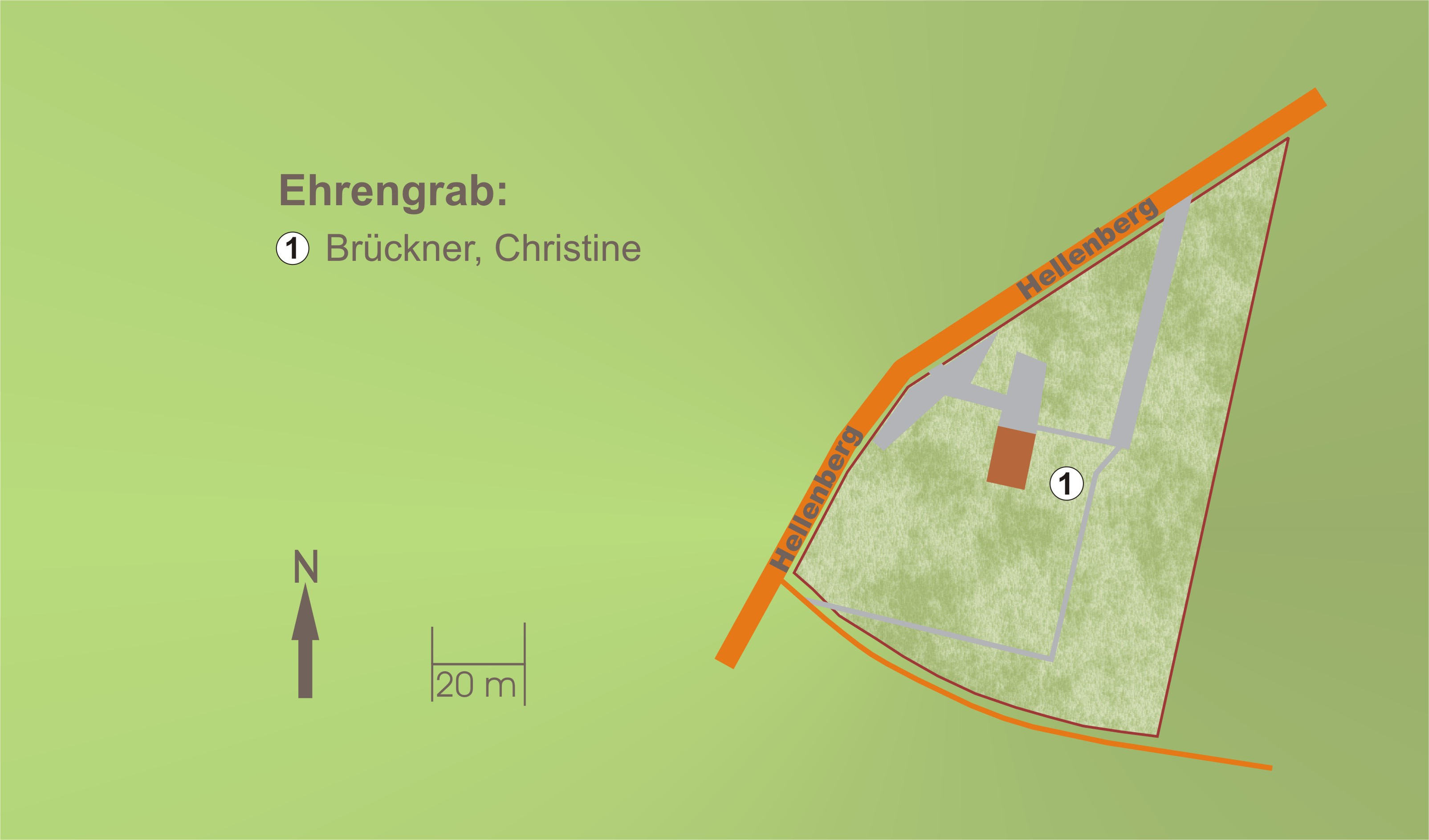
Lageplan des Ehrengrabes auf dem Friedhof von Bad Arolsen-Schmillinghausen

| Name               | Lebensdaten                                                            | Bild | Leistungen des Geehrten                           |
| ------------------ | ---------------------------------------------------------------------- | ---- | ------------------------------------------------- |
| Christine Brückner | * 10. Dezember 1921 in Schmillinghausen; † 21. Dezember 1996 in Kassel |      | Bedeutende Schriftstellerin des 20. Jahrhunderts. |